# Ugljan
Ugljan est une île croate de l'archipel de Zadar, en mer Adriatique. Ses agglomérations (Preko, Ugljan, Lukoran, Sutomišćica, Poljana, Kali, Ošljak et Kukljica) se situent sur la côte est de l'île. L'île, dont la densité de population est une des plus élevées parmi les îles croates, produit des figues, des olives, du vin et du poisson. Un bateau de la Jadrolinija fait la navette entre le port de Preko et la ville de Zadar. L'île est par ailleurs reliée à l'île de Pašman par un pont. Sa surface est de 50,21 km2 (22 km par 3,8 km), son littoral fait environ 70 km et sa population était de 7 583 habitants en 2001. Son ensoleillement est de 2 600 heures et sa pluviométrie de 800 mm par an. 

## Histoire

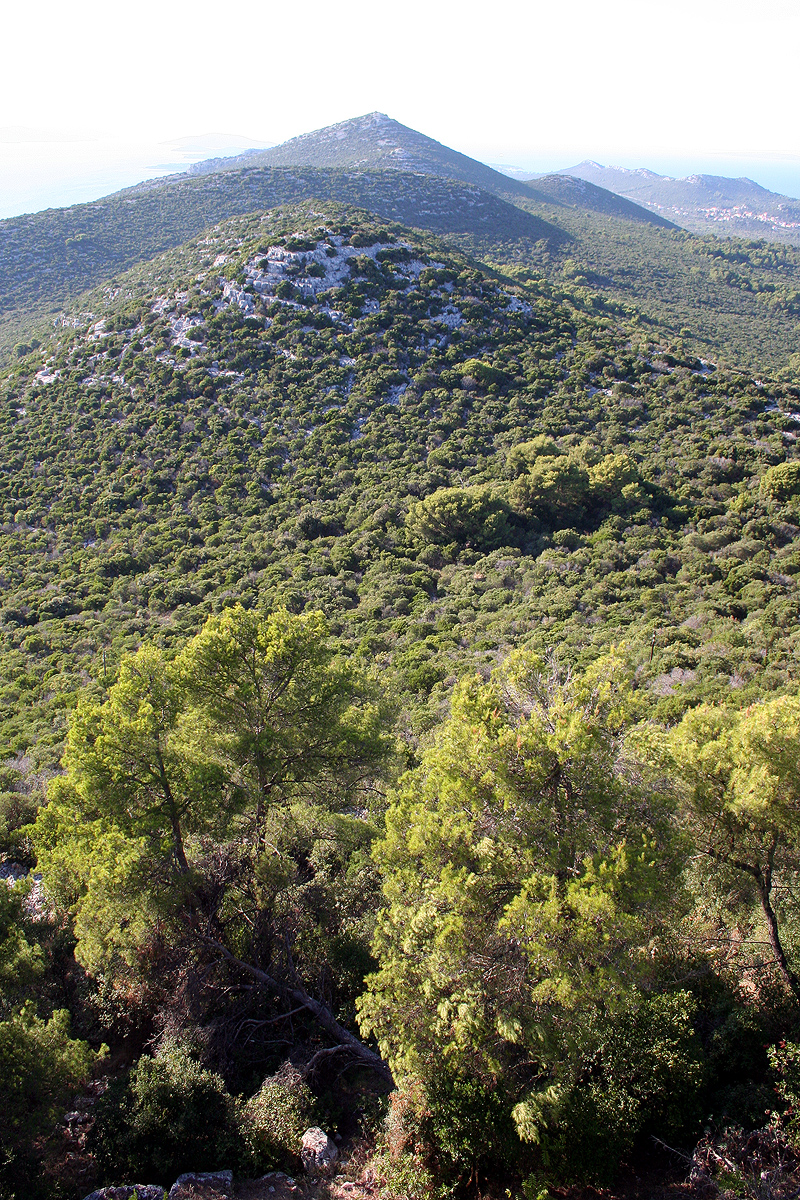
La chaîne montagneuse de l'île d'Ugljan, vue depuis le mont Sv. Mihovil

Au Moyen Âge elle prend les noms vénitien San-Michele et croate de Sveti Mihovil (Saint Michel). L'île est pour la première fois mentionnée sous son nom actuel en 1325. Très peuplée sous l'empire romain (notamment dans sa partie nord-ouest). Des fouilles ont permis d'établir que la production d'huile d'olive sur Ugljan durait depuis plus de 2 000 ans et elle en tire son nom puisque ulja signifie « huile d'olive ».